# Artimus Pyle
Thomas Delmer Pyle (Louisville, 15 de julho de 1948), mais conhecido como Artimus Pyle, é um músico estadunidense mais conhecido como o baterista da formação clássica da banda de southern rock Lynyrd Skynyrd, com a qual ele foi introduzido no Rock and Roll Hall of Fame em 2006. É o único membro da formação clássica do Lynyrd Skynyrd ainda vivo.